# Русский Ангасяк (месторождение)
Русский Ангасяк — месторождение строительного песка в Дюртюлинском районе Республики Башкортостан Российской Федерации.  Сырьё пригодно для производства силикатного кирпича марки 200–250, морозостойкость — 50. Номер паспорта РГФ:Б-1570

## География
Полигон №1
1 55°38′1.13″ с. ш. | 54°47′54.50″ в. д.
Находится в 17 км к северо-востоку от г. Дюртюли и 100 метрах к югу от с. Ангасяк (прежнее название Русский Ангасяк), в 120 метрах к северо-востоку от шоссе Дюртюли — Нефтекамск. В юго-восточной части месторождения проходит ЛЭП-6 Ангасякского молочного завода.
Полезная толща месторождения сложена песками плейстоценового возраста.

## История
Разведано Башкирским территориальным геологическим управлением в 1973 году (М.С. Филиппова). 